# Сысоева, Екатерина Александровна
Екатерина Александровна Сысоева (род. 3 июня 1981, Москва, СССР) — российская теннисистка, тренер-преподаватель. Мастер спорта России (1996).

## Биография
Теннисом начала заниматься с семи лет, первый тренер — Л. Преображенская. Выступает за «Спартак» с 1987 года. Финалистка чемпионата России в одиночном (1995) и Европы в парном разрядах (1994) среди девушек. Третий призёр чемпионата Европы (1996) и Уимблдонского турнира до 18 лет (1997) в паре. Финалист чемпионата России в паре (1994; 1996, зима), турниров-сателлитов в Москве (1994), Нюрнберге (1996), Афинах (1996) в одиночном и парном (Нюрнберг, 1996) разрядах. Победительница международных турниров среди девушек: в одиночном разряде — Голландия (1994), Москва («Найк»; 1995—1996); в парном — Тарб (Франция; 1994-95). Абсолютная победительница международного турнира «Eddie Herr» (США; 1995). Финалист кубка Orange Ball' (США; 1995). Обладательница (1995) и финалистка (1997) Continental Cup в составе команды России девушек. Чемпион Всемирных юношеских игр в паре (1998). Победитель турниров-челленджер в Сочи (1997) и Батуми (1998) в парном разряде. Финалист турнира WTA в паре (Богота 1998). В паре с Евгенией Куликовской победитель турнира WTA в Палермо Idea Prokom Open(2002). В паре с Куликовской вышла в третий круг US Open 2002.
В составе сборной России в 1997—1998 провела 4 матча в Кубке Федерации (1-3).
Старший тренер-преподаватель в Школе тенниса Андрея Черкасова.